# Álex Hernández (actor)
Álex Hernández cuyo nombre real es Alejandro Parra Hernández, (Mallorca, España, 21 de septiembre de 1989) es un actor español.

## Filmografía
| Películas y series de televisión | Películas y series de televisión | Películas y series de televisión | Películas y series de televisión |
| Año                              | Título                           | Papel                            | Notas                            |
| -------------------------------- | -------------------------------- | -------------------------------- | -------------------------------- |
| 2008–2009                        | HKM: Hablan, kantan, mienten     | Matías de Castro                 | Papel principal (85 episodios)   |
| 2010                             | Los hombres de Paco              | Gregorio 'Goyo' Quintanares      | Papel principal (13 episodios)   |
| 2010–2011                        | Física o química                 | Jon                              | Papel principal (21 episodios)   |
| 2011                             | Cara o cruz                      | Jota                             | Cortometraje                     |
| 2012                             | Imperium                         | Glaucon                          | 1 episodio ("Hijos")             |
| 2012                             | Revenge                          | Óscar                            | Cortometraje                     |
| 2013                             | Luna, el misterio de Calenda     | Ricardo 'Ricky' León Villanueva  | Papel principal (8 episodios)    |
| 2013                             | Vive cantando                    | Ricardo 'Ricky'                  | Papel recurrente (4 episodios)   |
| 2014                             | Ciega a citas                    | Lolo                             | Papel recurrente (87 capítulos)  |
| 2015                             | Rabia                            | Hugo                             | Papel episódico (3 episodios)    |
| 2015                             | Gym Tony                         | Ruedas                           | Papel episódico (2 episodios)    |
| 2019                             | Servir y proteger                | Tacho                            | Papel episódico (5 episodios)    |